# Піттсбург Стілерс
"Піттсбург Стілерс" (англ. Pittsburgh Steelers) — професійна команда з американського футболу, що базується в Піттсбурзі . «Стілерс» змагаються в Національній футбольній лізі (NFL) як члени Північного дивізіону Американської футбольної конференції (AFC). Заснована в 1933, Steelers є сьомою найстарішою франшизою в НФЛ і найстарішою франшизою в AФК. 
Домашнім полем для «Стілерс» є Гайнс Філд в Піттсбургу.
Команда мала декілька назв:
- Піттсбург Пайратс (англ. Pittsburgh Pirates) 1933-1939
- Піттсбург Стілерс (англ. Pittsburgh Steelers) 1940-1942
- Філадельфія-Піттсбург Стіґалс (англ. Philadelphia-Pittsburgh Steagles) 1943
- Кард-Пітт (англ. Card-Pitt) 1944
- Піттсбург Стілерс (англ. Pittsburgh Steelers) 1945 — по нині

На відміну від свого статусу постійних учасників НФЛ до злиття, де вони були найстарішою командою, яка ніколи не вигравала чемпіонат ліги, зараз «Стілерс» є одними з найуспішніших команд НФЛ, особливо під час їхньої династії в 1970-х роках.    Команда є рівною з New England Patriots за кількістю титулів Super Bowl (6). Обидві команди грали (16 разів) і приймали (11 разів) більше матчів чемпіонату конференції, ніж будь-яка інша команда в НФЛ. «Стілерс» також виграли вісім чемпіонатів АФК, прирівнявшись до « Денвер Бронкос», але відстаючи на рекордних 11 чемпіонатів АФК від «Пейтріотс». Команда зрівняна з Бронкос, Даллас Ковбойз і Сан-Франциско Фортинайнерс за кількістю виступів у Суперкубку.
«Стілерс» приєдналися до НФЛ під назвою «Піттсбург Пайретс» 8 липня 1933 року. Команда належала Арту Руні та взяла свою оригінальну назву від однойменної бейсбольної команди (це було звичайною практикою для команд НФЛ того часу) . Щоб відрізнити їх від бейсбольної команди, місцеві ЗМІ почали називати футбольну команду Люди Руні (Rooneymen). Це неофіційне прізвисько зберігалося десятиліттями навіть після того, як команда прийняла нинішню назву. Право власності на Steelers залишається за сім'єю Руні з моменту заснування організації . Син Арта Руні, Ден Руні, володів командою з 1988 року до своєї смерті в 2017 році. Значний контроль над франшизою отримав син Дена Руні, Арт Руні II.
«Стілерс» має велику, широку базу вболівальників на прізвисько «Нація Стілерс». Наразі вони грають свої домашні ігри на стадіоні Гайнц Філд, який був побудований у 2001 році.